# Пончик

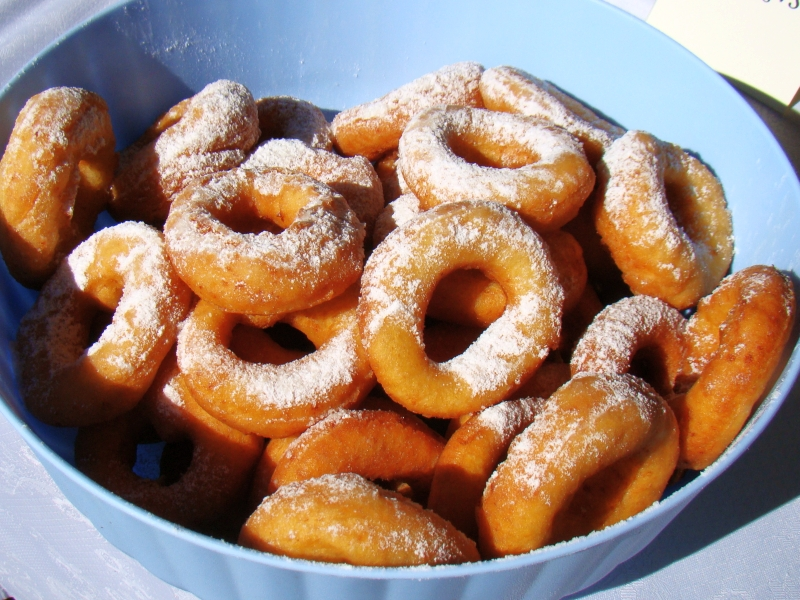
Сирні пончики або опонкі

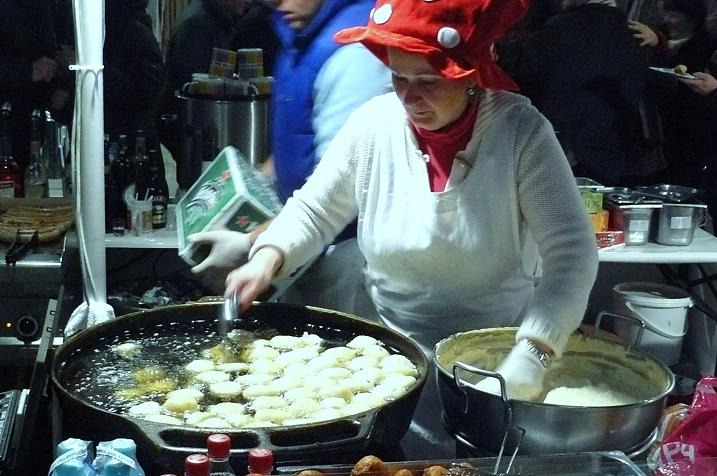
Смаження пончиків під час новорічного ярмарку у Відні

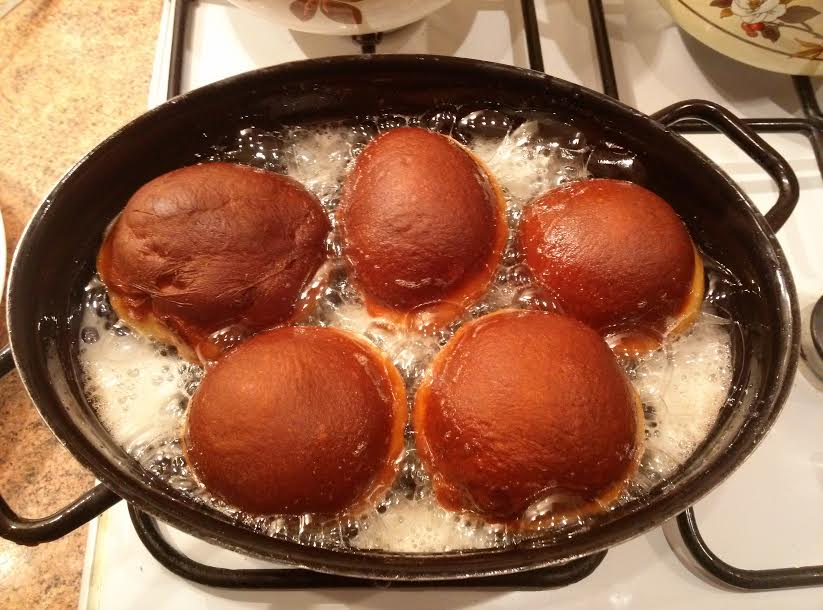
Смаження пончиків

Пончик (від pẹkać — «пукати», «тріскати», старопольська та śl. крепель) — у польській кухні кондитерський виріб у вигляді дріжджового тіста з пшеничного борошна, сформованого у вигляді злегка приплюснутої кулі, що поміщається на долоні, і смаженого у фритюрі (смальці, яловичому фритюжі, олії або церезії, раніше також на очищеному вершковому маслі) до темно-золотистого кольору. Традиційно пончики перед смаженням начиняють конфітюром або джемом. Зараз пончики готують із начинкою тільки після смаження: зазвичай мультифруктовим мармеладом або шипшиновим джемом, рідше лікером, молочним киселем, шоколадом або навіть сиром. Готовий пончик зазвичай поливають глазур'ю або посипають цукровою пудрою, також можна посипати цукатами з цедри апельсина або полити шоколадом. У своєму рецепті «ідеальних пончиків» Марія Слежанська рекомендувала відразу після смаження посипати їх цукром, змішаним із тертою цедрою лимона.
Енергетична цінність одного типового пончика (60 г) становить бл. 244 ккал (тобто 406 ккал у 100 гр). Справжня калорійність пончиків багато в чому залежатиме від кількості жиру, яку увібрало тісто (відношення калорійності жиру до вуглеводів на одиницю ваги становить 9:4).
Інші значення: пончики також можна пекти або готувати на пару, або у воді: докладніше дивіться в статті страва, в розділі «Дріжджові вареники».

## Історія
Пончики були відомі ще у Стародавньому Римі, їх їли під час зимово-весняних святкувань. Спочатку пончики готували не солодкими. Солодкий пончик, ймовірно, є запозиченням з арабської кухні. Спочатку в польській кухні пончики також мали форму тіста, начиненого салом, яке їли під час карнавалу. Солодкі пончики почали з'являтися в Польщі в 16 столітті. Куляста форма пончика бере свій початок із 18 століття, коли у випічці використовували дріжджі, які робили тісто більш пухким.
Це один із найбільш традиційних польських тортів, про який писав Миколай Рей у «Żywoty man pocinego».
Анжей Кітович згадував, що під час правління Августа III при дворі служили: 
|  | Листкові тістечка, торти, паштети, бісквіти та інші, навіть пончики — це доведено до найвищого рівня. Якщо ви вдарите по оку старомодним пончиком, ви можете забити його, але сьогодні пончик такий пухкий, такий легкий, що коли ви стискаєте його в руці, він знову розтягується і роздувається до початкового розміру, і вітер здув би його з тарілки. |

Уважається, що якщо хтось не з'їсть пончик у Жирний четвер, той не досягне успіху. У Жирний четвер пересічний поляк з'їдає 2,5 пончика, а всі поляки разом їх з'їдають майже 100 мільйонів. У минулому, коли готували пончики, деякі начиняли мигдалем або волоськими горіхами. Уважалося, що тому, хто знайде начинений, пощастить у житті.

## Різновиди
У Верхній Сілезії пончики відомі як kreple. Ця назва має давнє походження. За опублікованою в 1714 р у Франкфуртській і Лейпцизькій Сілезькій хроніці (Der Schlesischen Kern-Chronicke) слово Kraeppel давно існувало в окремій сілезькій мові, яка використовувалася в мовленні та мистецтві (поезія). Єдиного слова для такого кондитерського виробу в німецькій мові немає, а слово Pfannkuchen може означати як пончик, так і налисник.
В інших країнах пончики трохи відрізняються від польських. Ця відмінність пояснюється використанням спеціального борошна і дещо іншим способом смаження в жирі. Наприклад, вони смажаться всього кілька десятків секунд, завдяки чому жир не розмокає всередині. Berliner Pfannkuchen, менш жирні німецькі пончики, також відомі в Португалії як Bolas de Berlim, у Франції як Boule de Berlin і як Berliininmunkki у Фінляндії, смажать таким чином. У Росії пончики відомі під польською назвою. Український аналог — сластьони. В Ізраїлі готують суфганію (іврит: סופגנייה; множина, суфганіот: סופגנייות), схожу на німецький варіант. А угорські фанк фарсанги не мають начинки, тому що їх подають окремо, на тарілці.
В американській культурі пончики відомі як донатс та мають тороподібну форму. Менші, сферичні пончики називаються отворами для дафнатс. Пончики, як ми їх знаємо в Польщі, називають Pakis, іноді також Buds або Poonchki (множина: Pakis/Padzis/Poonchkis). У Великобританії пончики доступні у формі, схожій на польські чи американські пончики.